# شورش‌های ۱۸۵۷ در هند

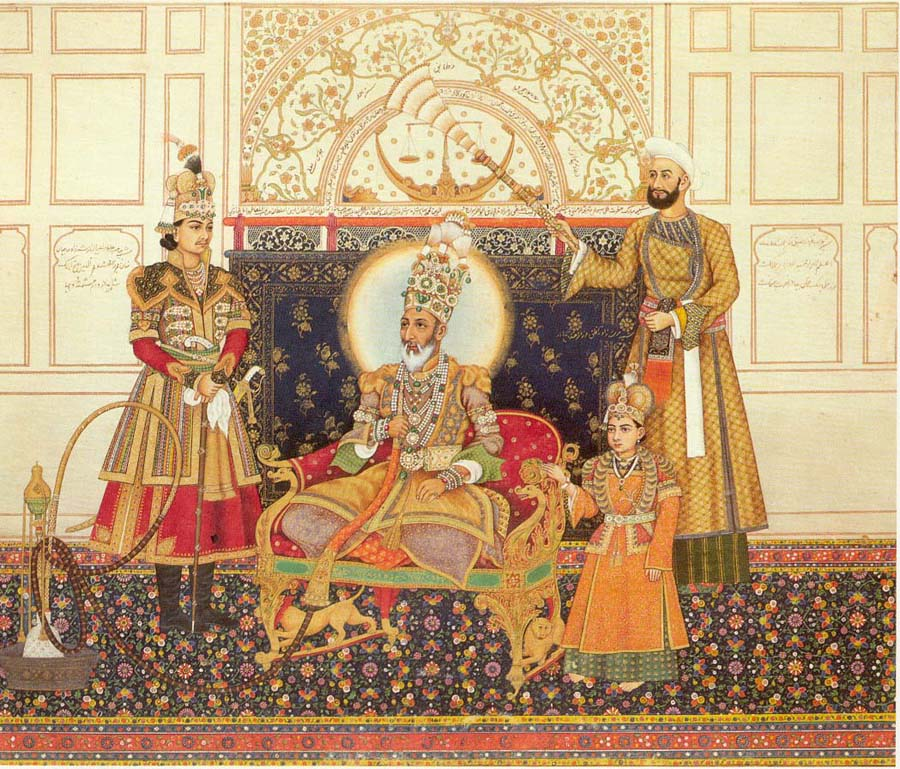
بهادرشاه دوم در حال جلوس بر تخت سلطنتی هندوستان.

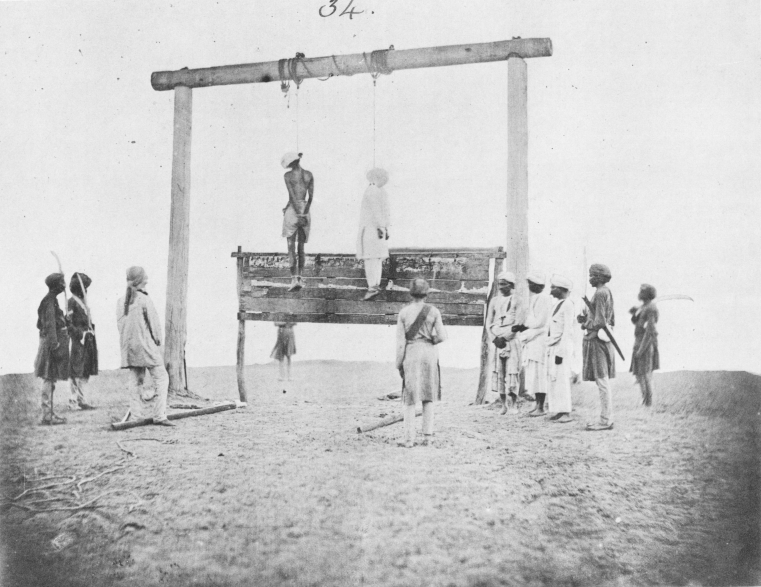
اعدام دو تن از افراد شرکت‌کننده در شورش‌های سال ۱۸۵۷ میلادی در هند توسط «مزدوران هندی» شاغل در ارتش بریتانیا.

شورش‌های ۱۸۵۷ در هند (نام‌های دیگر: جنگ اول استقلال هندوستان، شورش کبیر، شورش سربازان هندوستان، شورش ۱۸۵۷، شورش سپاهیان) از سوی سپاهیان هندی شاغل در کمپانی هند شرقی بریتانیا (سیپوی‌ها) در ۱۰ مه ۱۸۵۷ در شهر میروت (۶۴ کیلومتری شمال‌شرقی دهلی) شروع شد و به سرعت به شورش‌های سربازان و مردم عادی به‌خصوص در فلات گنگ علیا و مرکز هندوستان انجامید.
سربازان شورشی هندی بهادرشاه دوم را که در آن زمان ۸۲ سال داشت و مقرری ماهانه‌اش را از دولت بریتانیا دریافت می‌کرد را به عنوان «پادشاه و رهبر خود» خواندند. این شورش به سرعت به نواحی دیگر نیز راه یافت و کانپور، لکهنو و به ویژه در بخشهایی از بیهار نیز مردم مخالفت خود را با حضور و نفوذ انگلیسیها اعلام کردند. دو روز بعد بهادرشاه برای هدایت قیام و تنظیم امور سپاه و کنترل شهر فرمانهایی صادر کرد. وی به خوبی آگاه بود که نیروهای انگلیسی به زودی به سرکوب آنها خواهند آمد؛ از این‌رو برای متحد ساختن امیران، شاه‌زادگان و راجه‌های مناطق دیگر به پا خاست و در تاریخ ۲ مه ۱۸۵۷ اعلام کرد که برای آزادی هندوستان از چنگال انگلیسی‌ها می‌جنگد و پس از آن از دنیای سیاست کناره‌گیری می‌کند. وی همچنین نامه‌هایی به ۳ گروه زمین‌داران، سپاهیان و صنعت‌گران نوشت و یادآوری پایگاه و اهمیت آنان در دورهٔ فرمانروایی بابریان، خواهان اتحاد و حمایتشان از شاه و قیام شد. اما این درخواست بی‌پاسخ ماند و دوران فرمانروایی او بر دهلی بیش از ۴ ماه دوام نیافت. در پی هجوم نیروهای ارتش بریتانیا به شهر دهلی، بهادرشاه به آرامگاه همایون، دومین پادشاه تیموری هند پناه برد. در تاریخ ۲۰ سپتامبر ژنرال ویلسن دهلی را تصرف کرد و با تعقیب شورشیان، بهادرشاه و خانواده‌اش نیز گرفتار شدند.
تخاصمات اصلی در مناطقی بود که در هند امروز واقع در اوتار پرادش، بیهار، شمال مادیا پرادش و منطقهٔ دهلی هستند. این شورش خطر مهمی در مقابل قدرت بریتانیا در منطقه بود و تنها با سقوط گوالیور در ۲۰ ژوئن ۱۸۵۸ به پایان رسید.
در پیامد این شورش‌ها بود که دوران حکومت مستقیم لندن بر هندوستان و دورهٔ «راج بریتانیا» آغاز شد و تا سال ۱۹۴۷ به طول انجامید.